# نيكي هيلتز
نيكي هيلتز (من مواليد 23 أكتوبر 1994) هي عداءة أمريكية للمسافات المتوسطة متخصصة في سباق 1500 متر وميل. تحمل هيلتز الرقم القياسي الأمريكي في سباق الميل وهي بطلة الولايات المتحدة في سباق 1500 متر لعام 2023. فازت بالميدالية الفضية في بطولة العالم لألعاب القوى داخل الصالات 2024. ولدت نيكي كأنثى عند الولادة، في 31 مارس 2021 أعلنت أنها متحولة جنسياً وغير ثنائية الجنس في اليوم العالمي للتعريف بالتحول الجنسي، على المستوى التنافسي تشارك في فئة السيدات، شاركت هيلتز في الألعاب الأولمبية الصيفية 2024 في باريس، انهت سباق 1500 متر للسيدات بأن احتلت المركز السابع في نهائيات.